# Reljovo
Reljovo (bulgariska: Рельово) är ett distrikt i Bulgarien.   Det ligger i kommunen Obsjtina Samokov och regionen Sofijska oblast, i den västra delen av landet, 40 km söder om huvudstaden Sofia.